# Otumba lobata
Otumba lobata är en insektsart som beskrevs av Hancock, J.L. 1907. Otumba lobata ingår i släktet Otumba och familjen torngräshoppor. Inga underarter finns listade i Catalogue of Life.